# Al-Majawi
Al-Majawi (tiếng Ả Rập: المجوي) là một ngôi làng Syria nằm ở phó huyện Ayn Halaqim ở huyện Masyaf, Hama. Theo Cục Thống kê Trung ương Syria (CBS), al-Majawi có dân số 1.517 trong cuộc điều tra dân số năm 2004.